# Центрально-Китайский фронт (Япония)
Нака Сина хомэн-гун (яп. 中支那方面軍 Нака Сина хо:мэн-гун) — группировка японских войск, действовавшая в Центральном Китае в 1937—1938 годах.

## История
Центрально-Китайский фронт был организован 7 ноября 1937 года за счёт объединения Экспедиционной армии в Шанхае и 10-й армии. Командующим фронтом стал Иванэ Мацуи, оставшись при этом командиром Экспедиционной армии в Шанхае; подчинялся он непосредственно Императорской ставке. 14 февраля 1938 года, после взятия Нанкина, Центрально-Китайский фронт был расформирован, а входившие в него войска были переданы Центрально-Китайской экспедиционной армии.

## Список командного состава

### Командующие
|   | Имя                 | С               | По              |
| - | ------------------- | --------------- | --------------- |
| 1 | Генерал Иванэ Мацуи | 30 октября 1937 | 14 февраля 1938 |

### Начальники штаба
|   | Имя                        | С             | По              |
| - | -------------------------- | ------------- | --------------- |
| 1 | Генерал-майор Осаму Цукада | 2 ноября 1937 | 14 февраля 1938 |